# Eleições presidenciais na Mauritânia em 2019
As eleições presidenciais foram realizadas na Mauritânia em 22 de junho de 2019, com um segundo turno previsto para 6 de julho se nenhum candidato tivesse recebido mais de 50% dos votos. O resultado foi uma vitória em primeiro turno para Mohamed Ould Ghazouani, que venceu com 52% dos votos. No entanto, a oposição rejeitou os resultados, chamando-o de "outro golpe do exército". Em 1 de julho de 2019, o Conselho Constitucional da Mauritânia confirmou Ghazouani como presidente e rejeitou um desafio da oposição.
Com o atual presidente Mohamed Ould Abdel Aziz não concorrendo, as eleições foram relatadas como a primeira transferência pacífica de poder desde a independência do país da França em 1960. 

## Candidatos
- Mohamed Ould Ghazouani, União para a República.
- Sidi Mohamed Ould Boubacar, apoiado por Tewassoul.
- Biram Dah Abeid, Independente.
- Mohamed Ould Mouloud, Assembleia das Forças Democráticas.
- Kane Hamidou Baba, Independente, apoiado pela coalizão Vivre Ensemble.
- Mohamed Lemine al-Mourtaji al-Wafi, Independente.

## Resultados
| Candidato                            | Partido                              | Votos     | %      |
| ------------------------------------ | ------------------------------------ | --------- | ------ |
| Mohamed Ould Ghazouani               | União para a República               | 483,007   | 52.00  |
| Biram Dah Abeid                      | Independente                         | 172,649   | 18.59  |
| Sidi Mohamed Ould Boubacar           | Independente                         | 165,995   | 17.87  |
| Kane Hamidou Baba                    | Independente                         | 80,777    | 8.70   |
| Mohamed Ould Mouloud                 | Comício das Forças Democráticas      | 22,656    | 2.44   |
| Mohamed Lemine al-Mourtaji al-Wafi   | Independente                         | 3,688     | 0.40   |
| Total                                | Total                                | 928,772   | 100.00 |
|                                      |                                      |           |        |
| Votos válidos                        | Votos válidos                        | 928,772   | 96.04  |
| Votos inválidos/em branco            | Votos inválidos/em branco            | 38,300    | 3.96   |
| Total de votos                       | Total de votos                       | 967,072   | 100.00 |
| Eleitores registrados/comparecimento | Eleitores registrados/comparecimento | 1,544,132 | 62.63  |
| Fonte: AMI                           |                                      |           |        |